# Lijst van 3FM Megahits in 2022
Deze hits waren in 2022 3FM Megahit op NPO 3FM:
| Nr.  | Week    | Artiest                                                     | Titel                                                       |
| ---- | ------- | ----------------------------------------------------------- | ----------------------------------------------------------- |
| 1428 | Week 1  | The Vices                                                   | Strange Again                                               |
| 1429 | Week 2  | The Weeknd                                                  | Sacrifice                                                   |
| 1430 | Week 3  | Stromae                                                     | L'enfer                                                     |
| 1431 | Week 4  | Bastille                                                    | Shut Off the Lights                                         |
| 1432 | Week 5  | Blanks                                                      | Ok To Cry                                                   |
| 1433 | Week 6  | Red Hot Chili Peppers                                       | Black Summer                                                |
| -    | Week 7  | Geen 3FM Megahit in verband met de Zeroes Request-week      | Geen 3FM Megahit in verband met de Zeroes Request-week      |
| 1434 | Week 8  | Foals                                                       | 2am                                                         |
| 1435 | Week 9  | Nothing but Thieves                                         | Life's Coming in Slow                                       |
| 1436 | Week 10 | S10                                                         | De diepte                                                   |
| 1437 | Week 11 | Megan Thee Stallion & Dua Lipa                              | Sweetest Pie                                                |
| 1438 | Week 12 | The Black Keys                                              | Wild Child                                                  |
| 1439 | Week 13 | Froukje & S10                                               | Zonder gezicht                                              |
| 1440 | Week 14 | Harry Styles                                                | As It Was                                                   |
| 1441 | Week 15 | Rondé                                                       | Love Myself                                                 |
| 1442 | Week 16 | Son Mieux                                                   | Multicolor                                                  |
| 1443 | Week 17 | Sam Fender                                                  | Getting Started                                             |
| 1444 | Week 18 | George Ezra                                                 | Green Green Grass                                           |
| 1445 | Week 19 | Wet Leg                                                     | Chaise Longue                                               |
| 1446 | Week 20 | Måneskin                                                    | Supermodel                                                  |
| 1447 | Week 21 | Harry Styles                                                | Late Night Talking                                          |
| 1448 | Week 22 | Foals                                                       | 2001                                                        |
| 1449 | Week 23 | Chef'Special                                                | Superman                                                    |
| -    | Week 24 | Geen 3FM Megahit in verband met de Festival Top 999         | Geen 3FM Megahit in verband met de Festival Top 999         |
| 1450 | Week 25 | Purple Disco Machine, Bosq & Kaleta                         | Wake Up!                                                    |
| 1451 | Week 26 | Imagine Dragons                                             | Sharks                                                      |
| 1452 | Week 27 | Angèle                                                      | Libre                                                       |
| 1453 | Week 28 | Inhaler                                                     | These Are the Days                                          |
| 1454 | Week 29 | S10 & BLØF                                                  | Laat me los                                                 |
| 1455 | Week 30 | Sam Fender                                                  | Alright                                                     |
| 1456 | Week 31 | Jessie Ware                                                 | Free Yourself                                               |
| 1457 | Week 32 | Duncan Laurence                                             | Electric Life                                               |
| 1458 | Week 33 | Wet Leg                                                     | Ur Mum                                                      |
| 1459 | Week 34 | Hailee Steinfeld & Anderson .Paak                           | Coast                                                       |
| 1460 | Week 35 | Stromae                                                     | Mon amour                                                   |
| -    | Week 36 | Geen 3FM Megahit in verband met de Top 999 van deze Eeuw    | Geen 3FM Megahit in verband met de Top 999 van deze Eeuw    |
| 1461 | Week 37 | Editors                                                     | Vibe                                                        |
| 1462 | Week 38 | DI-RECT                                                     | 90s Kid                                                     |
| 1463 | Week 39 | Rondé                                                       | Bright Eyes                                                 |
| 1464 | Week 40 | Man-Made Sunshine                                           | Life's Gonna Kill You (If You Let It)                       |
| 1465 | Week 41 | Lizzo                                                       | 2 Be Loved (Am I Ready)                                     |
| 1466 | Week 42 | Måneskin                                                    | The Loneliest                                               |
| 1467 | Week 43 | WIES                                                        | Ik zie ik zie                                               |
| 1468 | Week 44 | Inhaler                                                     | Love Will Get You There                                     |
| 1469 | Week 45 | Maan & Goldband                                             | Stiekem                                                     |
| 1470 | Week 46 | Son Mieux                                                   | This Is the Moment                                          |
| 1471 | Week 47 | The War on Drugs                                            | Oceans of Darkness                                          |
| 1472 | Week 48 | Stone                                                       | Money (Hope Ain't Gone)                                     |
| 1473 | Week 49 | The Blessed Madonna                                         | Serotonin Moonbeams                                         |
| 1474 | Week 50 | S10                                                         | Hoor je mij                                                 |
| -    | Week 51 | Geen 3FM Megahit in verband met de 3FM Serious Request-week | Geen 3FM Megahit in verband met de 3FM Serious Request-week |
| -    | Week 52 | Geen 3FM Megahit in verband met de Top Serious Request-week | Geen 3FM Megahit in verband met de Top Serious Request-week |

1993 · 
1994 ·
1995 · 
1996 ·
1997 ·
1998 ·
1999 ·
2000 ·
2001 ·
2002 ·
2003 ·
2004 ·
2005 ·
2006 ·
2007 ·
2008 ·
2009 ·
2010 ·
2011 ·
2012 ·
2013 ·
2014 ·
2015 ·
2016 ·
2017 ·
2018 ·
2019 ·
2020 ·
2021 ·
2022 ·
2023 ·
2024 ·
2025